# Magal
Un magal es una aleación de magnesio, al que se añade aluminio (8 o 9%) zinc (1%) y manganeso (0'2%). 
Esta aleación es útil para la fabricación de carrocerías de automóviles, en aeronáutica, y en la elaboración de instrumentos quirúrgicos. Es una aleación muy resistente y ligera, pero tiene el inconveniente de no ser soldable.